# Hardheidsclausule
Een hardheidsclausule is een clausule in een wet of overeenkomst op grond waarvan een bepaling geheel of gedeeltelijk buiten toepassing kan worden gelaten als de toepassing ervan zou leiden tot uitzonderlijk onbillijke of onredelijke gevolgen.

## Nederland
In Nederland kunnen hardheidsclausules onder meer worden toegepast bij:
- rijksbelastingen;
- heffing van belastingrente;
- revisierente bij belastingzaken;
- bestuurlijke boetes bij overtredingen van belastingwetten;
- vergoeding van reiskosten;
- verkrijgen van urgentie op de sociale huurwoningmarkt.

## België

### Fiscaal recht
In het  Belgische fiscale recht bestaat niet zoiets als een hardheidsclausule, en kunnen zelfs fouten die feitelijk toerekenbaar zijn aan het personeel van de belastingdienst worden toegerekend aan de belastingplichtige. Volgens Belgisch recht moeten wettelijk verschuldigde belastingen altijd worden ingevorderd. Er bestaan soms nochtans wettelijke mechanismen om dit te temperen (bijvoorbeeld weerlegbare vermoedens).

### Voorbeelden
- Een arbeider verdient € 55.000 aan beroepsinkomen in 2010. In 2011 doet hij, conform de Belgische wetgeving, hieromtrent aangifte. Van de € 55.000 wordt er € 20.000 belast, maar de ambtenaar maakt een tikfout waardoor er niet aan € 20.000 wordt belast, maar aan € 280.000. Overtuigd van de onjuistheid van deze akte, slaat de belastingplichtige arbeider hier geen acht op. Na 6 maanden loopt de verzetstermijn af en wordt de belastingschuld definitief. Na het aflopen van de verzetstermijn is verzet onmogelijk, zelfs indien de belastingschuld compleet onwettig en onjuist is. Hiertegen kan niets meer ondernomen worden, gezien het gebrek aan een hardheidsclausule in België.

- Een vader sterft en laat zijn vriendin (platonische, niet-samenlevende relatie) en twee kinderen achter. Beide kinderen erven samen een onroerend goed t.w.v. € 500.000 (dus € 250.000 elk) en apart wordt elk kind belast aan € 19.500 (belastingschijven 3-9-27%). De vriendin van de vader erft een appartement t.w.v. € 300.000, belast aan € 166.250 (belastingschijven 45-55-65% tussen niet-bloedverwanten). De vriendin weigert echter de erfenis en het appartement gaat dus over naar de twee kinderen. Een wettelijke bepaling stelt dat een weigering van een successie geen voordeel kan opleveren in successierechten, m.a.w. de hoge successierechten van € 166.250 blijven, ongeacht het feit dat de uiteindelijke erfgenamen wél bloedverwanten zijn van de erflater. Zo'n situatie zou gezien kunnen worden als onredelijk en onbillijk. Hier bestaat geen middel tegen.